# Тувок
Тувок (англ. Tuvok) — персонаж научно-фантастического телевизионного сериала «Звёздный путь: Вояджер».

## Биография
- 2293 — окончил академию Звёздного флота в возрасте 29 лет.
- 2293 — служил на борту «USS Excelsior» под командованием капитана Сулу, младший научный офицер.
- 2293 — первый вылет на «USS Enterprise B» под командованием капитана Харримана, лейтенант. Описывается в «Star Trek VII — Generations».
- 2298 — покинул Звёздный Флот.
- 2343 — вернулся в Звёздный Флот, был назначен на «USS Wyoming».
- 2365 — критически отзывался о капитане Джейнвэй относительно её методов тактики, при её назначении капитаном корабля. Позднее работал с ней на «U.S.S. Billings».
- 2371 — назначен шефом службы безопасности и вторым офицером под командованием капитана Кэтрин Джейнвэй на «USS Вояджер» (Вояджер).
- 2372 — взял на себя право командования в течение шестинедельного карантина на «USS Вояджере» (СО and ХО).
- 2374 — получил звание лейтенанта-коммандера от капитана Джейнвэй.
- 2378 — вернулся в квадрант Альфа вместе с остальным экипажем «USS Вояджерa» после 7 лет, проведённых в квадранте Дельта.

## Характеристика
Шеф службы безопасности и тактический офицер под командованием капитана Джейнвэй, он тайно проник на корабль Маки под командованием Чакотая.
Раньше Тувок служил на «USS Wyoming», был преподавателем в Академии Звёздного Флота в течение 16 лет, прежде чем присоединился к экипажу капитана Джейнвэй на её корабле, предшествующему «USS Вояджер». В течение короткого периода он был временно назначен на станцию Юпитер (Jupiter Station). В молодости он был противником мирных договоров между Федерацией и Клингонской Империей, но впоследствии понял мудрость всех кампаний, создававших союзы между ними.
В своей личной жизни Тувок — любящий отец и муж. Он играл для своих детей на вулканской лире, когда они не могли заснуть. Его младший сын обожал книгу «Falor’s Journey», эпическую оду, состоящую из 347 строф. Также Тувок — настоящий эксперт в ботанике, особенно в выращивании орхидей. Он продолжил их выращивание и в своей каюте. Также он практиковался в медитации Keethara и увлёкся вулканской игрой кал-то (kal-toh). До его назначения на «Вайоминг» (USS Wyoming) он изучал искусство стрельбы из лука (archery) в Вулканской Академии Наук и ещё со школы поддерживал интерес в изучение применения силы (violence) в течение века.

### Альтернативная вселенная
В параллельной вселенной, показанной в сериале «Звёздный путь: Глубокий космос 9», Тувок был участником движения сопротивления, которое борется за свободу людей и других рас Терранской империи от баджорской оккупации.

## Личная жизнь
Образование: Академия ЗФ, 2289—2293 годы
Семейное положение: жена Т’Пел, свадьба — 2304 год
Дети: 3 сына (имя одного — Сек), дочь (Асил), внучка Т’Мени (от Сека)